# Hans-Heinrich Döhler
Hans-Heinrich Döhler (5 de Dezembro de 1917 - 22 de Fevereiro de 1943) foi um comandante de U-Boot que serviu na Kriegsmarine durante a Segunda Guerra Mundial.